# Amour et Publicité

Amour et Publicité ou Son portrait dans les journaux (titre original : His Picture in the Papers) est un film de comédie américain, en noir et blanc et muet, réalisé par John Emerson et sorti en 1916. Ce film met en scène Douglas Fairbanks.

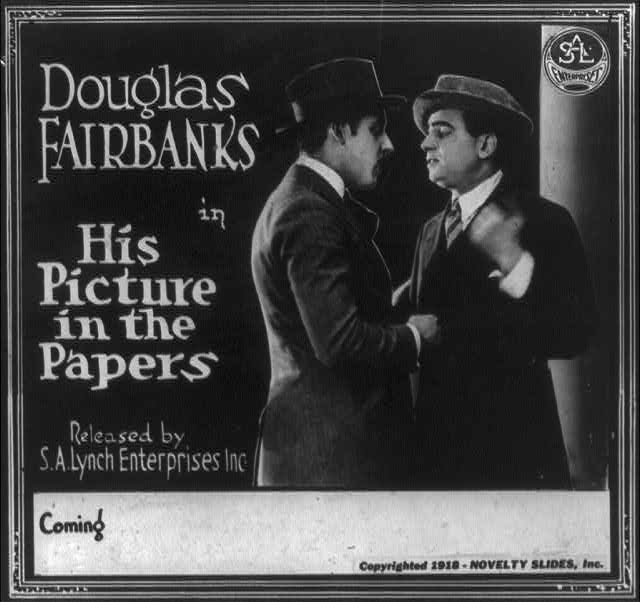
Amour et Publicité (His Picture in the Papers)en 1916.

## Fiche technique
- Titre : Amour et Publicité
- Titre alternatif : Son portrait dans les journaux
- Titre original : His Picture in the Papers
- Réalisation : John Emerson
- Scénario : John Emerson et Anita Loos
- Production : Fine Arts Film Company
- Pays d'origine :  États-Unis
- Genre : Comédie
- Durée : 62 minutes
- Dates de sortie :
  -  États-Unis : 13 février 1916

## Distribution
- Douglas Fairbanks : Pete Prindle
- Clarence Handyside
- Rene Boucicault
- Jean Temple
- Charles Butler
- Loretta Blake
- Homer Hunt
- Helena Rupport